# Kunanyi/Mont Wellington
Le Kunanyi/mont Wellington (1 271 m), nom officiel depuis 2013, est un sommet de Tasmanie en Australie surplombant la ville de Hobart. Il est très souvent appelé tout simplement « la montagne » (the Mountain en anglais) par les habitants d'Hobart.
Il est fréquemment couvert de neige, même quelquefois en été, et la partie basse de ses versants est couverte d'épaisses forêts traversées par de nombreux chemins de randonnées ou de zones déboisées par des feux de forêts. Il existe aussi une étroite route goudronnée longue de 22 km pour atteindre le sommet. Un point de vue couvert et fermé permet d'avoir une vue sur la ville et vers l'est sur l'estuaire de la Derwent River et d"apercevoir au loin, à 100 km vers l'ouest les parcs nationaux de Tasmanie classés au patrimoine mondial de l'humanité.
De Hobart, la caractéristique principale du Mt. Wellington est l'existence d'une falaise de colonnes de dolérite appelées les « tuyaux d'orgues » (the Organ Pipes).

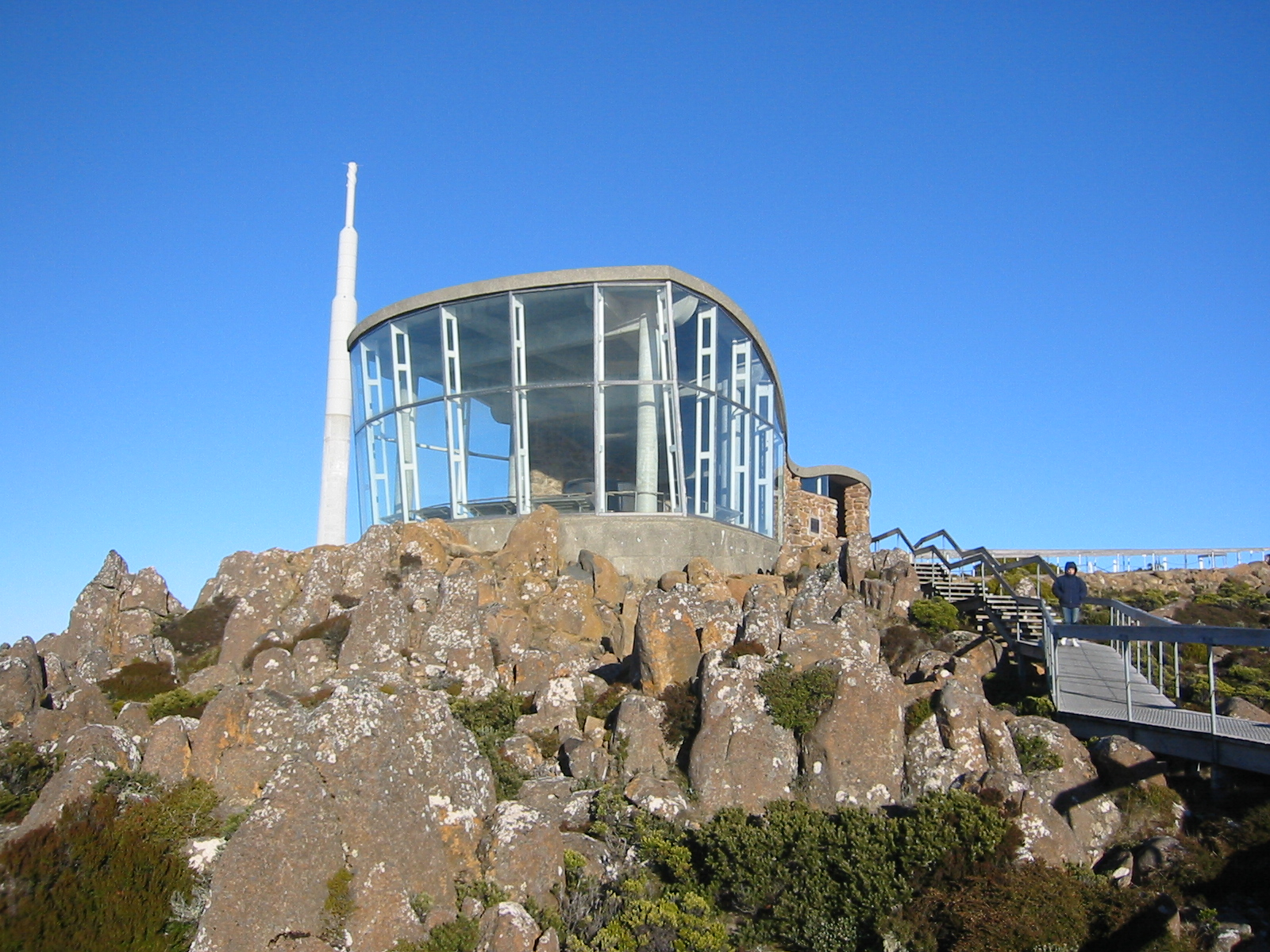
Le belvédère au sommet du mont Wellington.
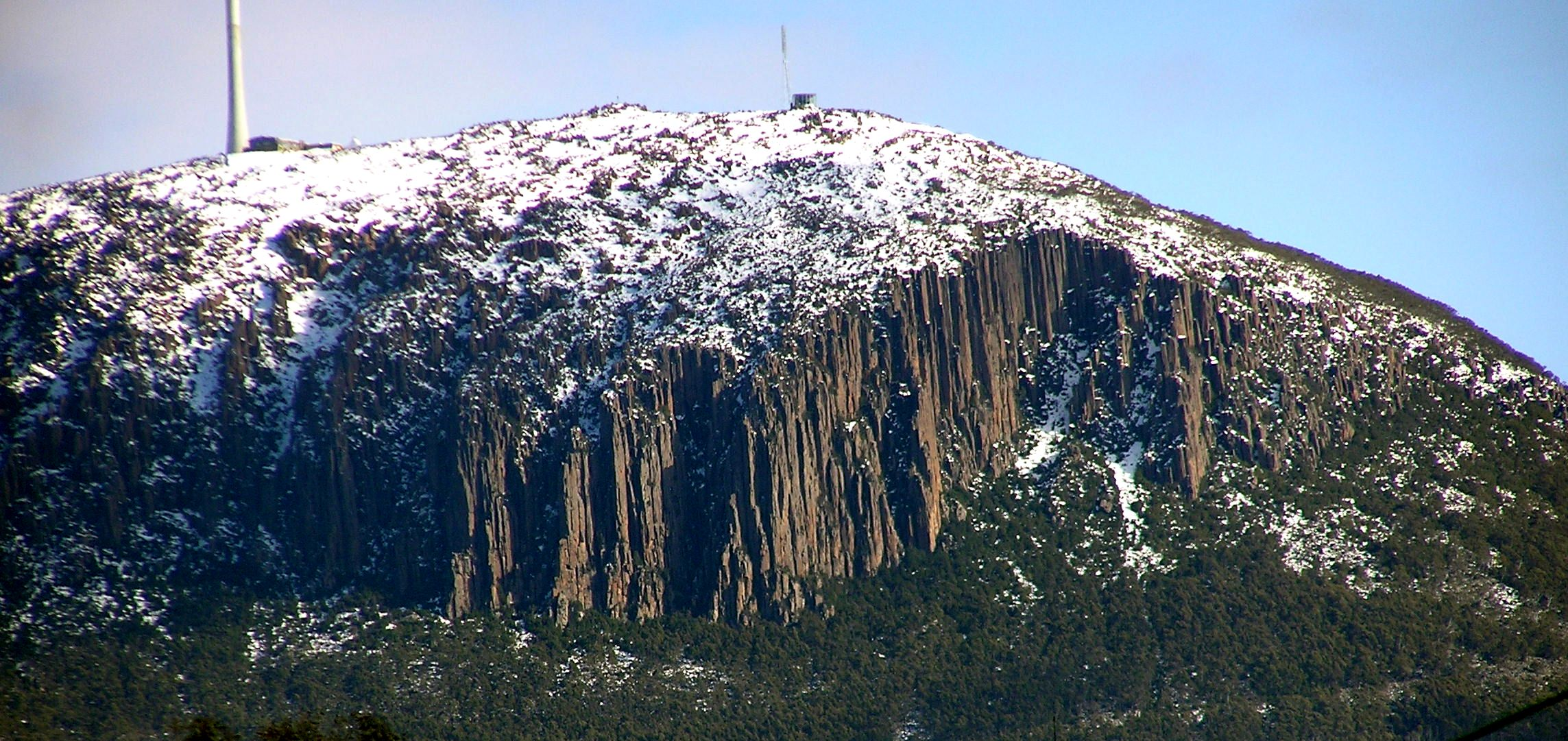
Les tuyaux d'orgues.

## Histoire
Les parties basses de la montagne sont formées de dépôts marins qui se sont formés quand toute la région de Hobart formait une vaste plate-forme sous-marine et qui ont lentement émergé. La partie haute s'est formée de façon plus violente: il s'agit d'un sill de roches ignées qui se sont introduites entre les roches plus anciennes lorsque le continent australien s'est détaché de l'Antarctique et séparé du Gondwana il y a plus de 40 millions d'années. On croit souvent que le mont Wellington est un volcan éteint ce qui est faux.
Le mont Wellington était appelé 'Unghbanyahletta' (ou 'Ungyhaletta'), 'Poorawetter' (ou ‘Pooranetere’, ou 'Pooranetteri') ou 'Kunanyi' par les différentes tribus aborigènes tasmaniennes. C'est ce dernier nom qui est préféré au point de devenir co-officiel.
Le premier Européen à voir la montagne fut très certainement Abel Tasman quand il fit le tour de l'île et la cartographia en 1642 mais il ne semble pas avoir donné de nom au sommet. 